# Tinamotis pentlandii
A Tinamotis pentlandii  a madarak osztályának tinamualakúak (Tinamiformes) rendjébe, ezen belül a tinamufélék (Tinamidae) családjába tartozó faj.

## Rendszerezése
A fajt Nicholas Aylward Vigors ír zoológus írta le 1837-ben. A tudományos faji nevét Joseph Barclay Pentland ír természettudós tiszteletére kapta.

## Előfordulása
Dél-Amerika nyugati részén, Argentína, Bolívia, Chile és Peru területén honos. Természetes élőhelyei a szubtrópusi és trópusi magaslati legelők és cserjések. Állandó, nem vonuló faj.

## Megjelenése
Testhossza 43 centiméter, testtömege 790-1000 gramm. Feje fekete-fehér csíkos, teste barna fehér pöttyökkel, mellkasa kékesszürke, hasa vörös.

## Természetvédelmi helyzete
Az elterjedési területe rendkívül nagy, egyedszáma ugyan csökken, de még nem éri el a kritikus szintet. A Természetvédelmi Világszövetség Vörös listáján nem fenyegetett fajként szerepel.